# Somssich-hegyi 2. sz. barlang
A Somssich-hegyi 2. sz. barlang a Duna–Dráva Nemzeti Parkban lévő Villányi-hegység területén található egyik barlang. Magyarország megkülönböztetetten védett barlangjai között volt, de volt olyan időszak is, amikor Magyarország fokozottan védett barlangjai között tartották számon. Őslénytani leletei miatt híres. Aknája rendkívül részletes betekintést ad a korai pleisztocén fauna fejlődésének folyamatába és az éghajlat változásaiba.

## Leírás
A Villánytól északnyugatra lévő Somssich-hegy keleti gerincén nyílik. Egyetlen 9,3 méter mély aknából áll. A korai pleisztocénbe, az úgynevezett villányiumba sorolható leggazdagabb magyarországi ősgerinces leletanyagát és lelőhelyét tárta fel a rendszeres kutatás. Üledéke hihetetlenül sok ősmaradványt tartalmazott. Jánossy Dénes évekig végezte a pocokformák ezres nagyságrendű fogleleteinek azonosítását. Az 50 szintben kitermelt anyag legnagyobb részét a kígyócsigolyák adták, amelyeket egy idő után már nem is egyenként számoltak, hanem dekagrammra mértek. Később azonban mégis megszámolták őket és ekkor kiderült, hogy körülbelül 600.000 darab került elő. A pocokfaunában a gyökértelen fogú fajok szolgáltatták a leletek döntő többségét a három ősi, gyökeres fogú faj mellett. A lelőhelyet betonlappal lezárták és nem látogatható.
Előfordul a barlang az irodalmában Somssich-hegy 2. sz. lelethely (Jánossy 1980), Somssich-hegy 2. sz. lelőhely (Kordos 1978), Somssich hegyi 2. sz. barlang (Maróthy 1988) és Somssitch-hegy 2. lelőhely (Kordos 1979) neveken is. 2006-ban volt először Somssich-hegyi 2. sz. barlangnak nevezve a barlang az irodalmában. A Somssich-hegyi 1. sz. lelőhely nem barlang, hanem felszíni kőzetkibúváson vizsgált paleontológiai csontlelőhely.

## Történet
1975-ben fedezte fel Jánossy Dénes és Topál György véletlenül, tehát a hegység többi ősgerinces-lelőhelyétől eltérően nem mészkőfejtés következtében nyílt meg. Kitöltését a felszínről lefelé haladva lassan, részletesen átvizsgálva kiderült, hogy hasadékbarlangról van szó. Az üreg oldalfalát alkotó kemény kőzetet azonban nem érték el a 2014 előtti ásatások. Jánossy Dénes 1979-ben kiadott könyvében található egy helyszínrajz, amelyen megfigyelhető a barlang földrajzi elhelyezkedése.
1988. október 1-től a környezetvédelmi és vízgazdálkodási miniszter 7/1988. (X. 1.) KVM rendeletének (6. §. 2. pont, illetve 5. sz. melléklet) értelmében a Villányi-hegységben lévő Somssich hegyi 2. sz. barlang fokozottan védett barlang. Őslénytani leletei miatt lett fokozottan védett barlang. Az 1988. évi Karszt és Barlangban közölve lett, hogy a Villányi-hegységben elhelyezkedő Somssich-hegyi 2. sz. barlang bekerült Magyarország fokozottan védett barlangjai közé. Magyarországon a Somssich-hegyi 2. sz. barlanggal együtt 108 barlang van fokozottan védve. 1997 után 10 cm vastag betonréteggel öntötték le a korábban már vasbeton lapokkal biztosított bejáratát. 2001. május 17-től a környezetvédelmi miniszter 13/2001. (V. 9.) KöM rendeletének értelmében a Villányi-hegység területén lévő Somssich-hegyi 2. sz. barlang fokozottan védett barlang. Egyidejűleg a fokozottan védett barlangok körének megállapításáról szóló 1/1982. (III. 15.) OKTH rendelkezés hatályát veszti.
A 2006. évi MKBT Tájékoztatóban közölve lett, hogy a Villányi-hegységben lévő Somssich-hegyi 2. sz. barlang már nem fokozottan védett barlang. A Duna–Dráva Nemzeti Park Igazgatóság működési területén, a Villányi-hegységben elhelyezkedő és 4150/2 kataszteri számú Somssich-hegyi 2. sz. barlang, 2006. február 28-tól, a környezetvédelmi és vízügyi miniszter 8/2006. KvVM utasítása szerint, megkülönböztetett védelmet igénylő barlang. 2014-ben sikerült megállapítani, hogy egy kb. 5 m átmérőjű aknabarlangról van szó. Napjainkban is folyik az üreg feltárása.